# GPS衛星

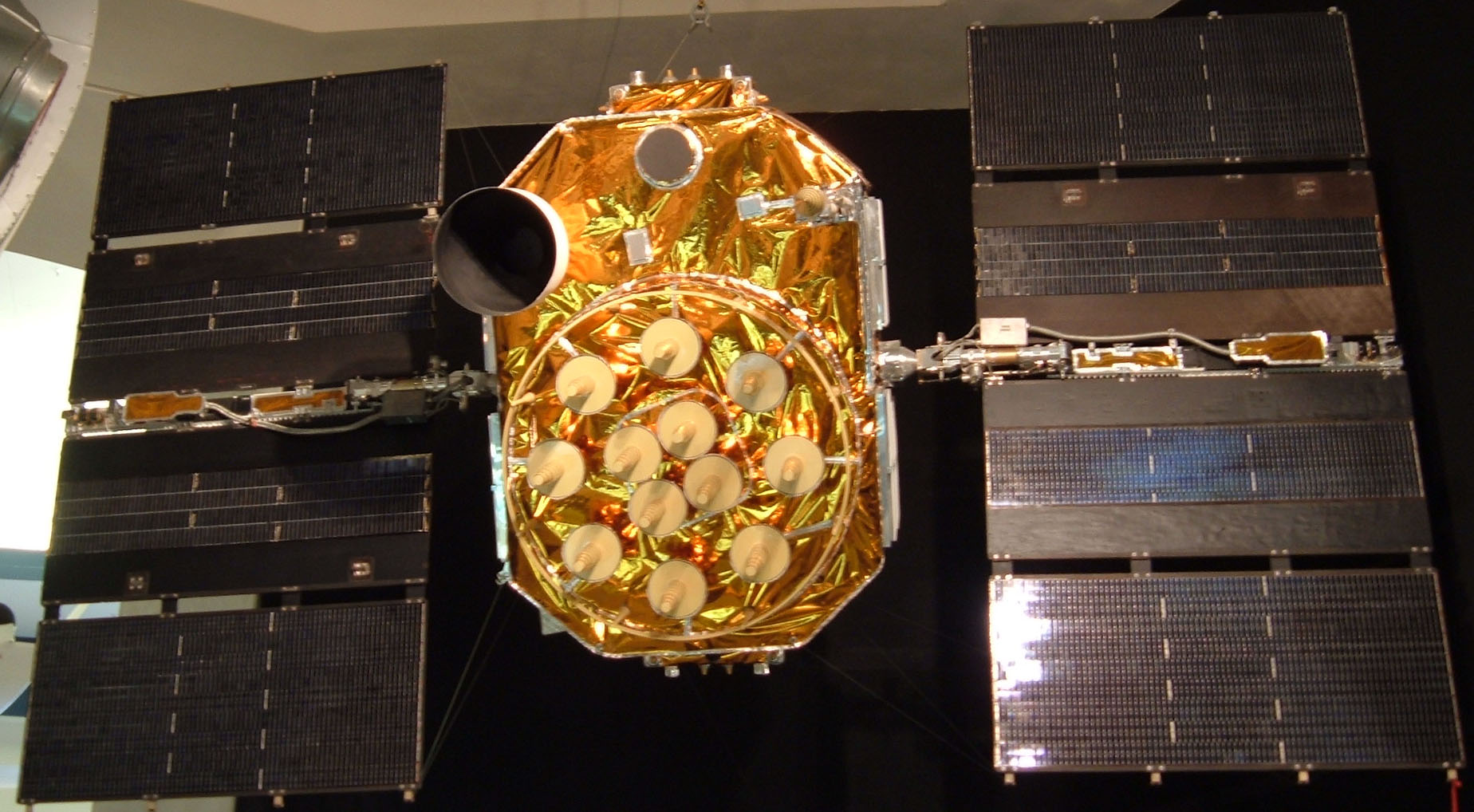
GPS衛星

GPS衛星（ジーピーエスえいせい、英語: GPS satellite）とは、グローバル・ポジショニング・システム（英語: Global positioning system, GPS）で用いられる人工衛星である。正式名称は「ナブスター (英語: NAVSTAR: Navigation Satellites with Time And Ranging) 衛星」である。このシステムの最初の衛星ナブスター1は、1978年2月22日に打上げられた。
GPS衛星コンステレーションは、アメリカ宇宙軍スペースデルタ8で運用されている。

## 概要
各衛星は、搭載したセシウムまたはルビジウムの高精度原子時計による時間情報と、約6日毎に更新される全衛星の概略精度の天体暦（軌道情報のこと）（概略暦、almanac とも言う）と、約90分毎に更新される衛星自身の天体暦を含むデータを18秒の信号に乗せて30秒周期で、1.2GHz/1.5GHz帯によって送信している。利用者はこの信号を受信することにより、複数の衛星からの情報を元に高度な演算によって、受信地点の正確な三次元位置が得られる。
1993年12月8日に、Block I と、Block II/IIA で24機が揃ったため、Initial Operational Capability (IOC) が整い、初期サービス運用が開始された。1995年4月27日には、Block II/IIA のみで24機が揃ったため Full Operational Capability (FOC) を達成し、正式なサービス運用が開始された
。

## 衛星軌道
各衛星は、高度20,200km、軌道傾斜角55度、周期12時間の準同期軌道上にあり、各衛星は昇交点経度が60度おきとなる、6種類の軌道面（PLANE A-F）毎に4個が配置され、合計24基で基本となる衛星コンステレーションを形成する。
2009年12月現在の運用数は31基であり、衛星が増えることで測定精度が向上する。7基は、基本となる衛星コンステレーション以外の軌道上にあり、これにより仮に複数の衛星が故障しても、運用に支障がない信頼性と有用性と冗長性を確保している。これらの軌道配置によって、遮蔽されない限り地上のどこからでも6以上の衛星が同時に視界に入る。

## 送信信号
各衛星は荒い精度の C/Aコード (Coarse/Acquisition code) と高精度のPコード (Precise code) の少なくとも2種類の信号を、直接拡散スペクトラム・コードによって送信している。
C/Aコードは1023チップの擬似乱数コードを使い、毎秒102.3万チップの速度で送信しているため、1000分の1秒ごとに乱数は一順する。それぞれの衛星はC/Aコードに固有の拡散符号を使っているので、同じ周波数で同時に送信しても受信時に分離する事が可能になっている。
Pコードは毎秒1,023万チップの擬似乱数コードを使い、毎週繰り返されている。通常の運用状態ではPコードはYコードによって暗号化されてP（Y）コードを作り、有効な暗号解読鍵を持つ解読機だけが解読できるようになる。C/AコードとP（Y）コードは、利用者に正確な時刻を伝える。
Mコードは軍用のコードで、GPS信号に対する高強度のジャミング下でも運用を可能にする。
GPSの使用周波数は、以下の通りである。
- L1 (1575.42MHz）: ナビゲーション・メッセージ、C/Aコード、P（Y）コードを送信している。1つ目の民用信号。ブロック2R-MよりMコードを乗せた軍用信号をL1周波数上で送信している。新しいブロック3衛星からL1C(L1より高強度)民用信号を混合して送信することが計画されている。
- L2 (1227.60MHz)：P (Y) コードを送信している。ブロック2R-M衛星より2つ目の民用信号L2C(L2より高強度)を混合して送信している。L2に対してもMコードを乗せて軍用に送信している。
- L3 (1381.05MHz)：核爆発探知システム (Nuclear Detonation Detection System, NDS) が使用する。
- L4 (1379.913MHz)：電離圏層の情報を収集して研究に使用中。
- L5 (1176.45MHz)：2009年に打ち上げられたGPS衛星2R-20Mより試験が開始された。本格的な運用は2010年以降のブロック2F衛星の打ち上げ以降となる。L1/L2に比べて10倍のバンド幅で3dB（2倍）の尖頭電波強度を持ち、10倍の長さの拡散コードを使い、信号体系も向上させた民用の3つ目の信号。より高精度の位置測定が可能になる。また人命救助等にも活用される他、航空関係者もこれによって、L2よりL5で通信妨害や混信に対して効果的に対応できる。

## 打上げ済みの衛星
2024年現在、ブロックIIAまでの衛星は全機運用終了し、現状運用されている衛星はブロックIIR以降である。

### ブロックIシリーズ
1978年にナブスター1が打上げられてから10機のブロックIの衛星が成功裏に打上げられた。しかし1981年12月18日に打上げられたナブスター7は失敗に終わり失われた。
ブロックI衛星はその後に打上げられたブロックII衛星と似たような軌道面をとるが軌道傾斜角は63度である。ブロックIはGPSの概念を検証するための衛星でありシステム開発の各段階を反映したものである。11機の衛星の打上げから学んだ教訓は次の世代の衛星の開発に生かされた。
ブロックI衛星はロックウェル・インターナショナルが製造した。1974年にロックウェル・インターナショナルは8機のブロックI衛星を製造する契約を与えられた。1978年に追加で3機の衛星の製造の契約を結んだ。
衛星は3軸制御方式である。2枚の太陽電池板は設計寿命時点で400ワット以上を供給しニッケル・カドミウム蓄電池に充電される。Sバンドは管制とテレメトリーのために使われる(衛星地上リンクシステム)。UHFチャンネルは宇宙船と地上の間のクロスリンクに使われる。ヒドラジンスラスターは軌道修正に使われる。リアクションホイールを用い機体低部を地球中心方向に向けさせる。ナビゲーションに使われる信号はLバンドの1575.42MHz(L1)と1227.60 MHz(L2)の2つである。
諸元
- 製造者:ロックウェル・インターナショナル社
- 姿勢制御方式:3軸制御
- 太陽電池:パドル型×2枚
- キックモーター:Star-27
- 設計寿命:5年
- 重量:759kg
- 軌道:高度20200km円軌道,軌道傾斜角63度

| 打上げ日 (UTC) | 打上げ ロケット | ロケットの タイプ | ロケットの シリアルナンバー | 射場        | 衛星名                | 宇宙機 ナンバー (SVN) | 疑似雑音 系列 ID (PRN) | 結果 | 備考                  |
| -------------- | --------------- | ----------------- | --------------------------- | ----------- | --------------------- | --------------------- | ---------------------- | ---- | --------------------- |
| 1978-02-22     | アトラスF       | SGS-1             |                             | VAFB SLC-3E | GPS 1-1 ナブスター1   | 01                    |                        | 成功 | 最初のGPS衛星の打上げ |
| 1978-05-13     | アトラスF       | SGS-1             |                             | VAFB SLC-3E | GPS 1-2 ナブスター2   | 02                    |                        | 成功 |                       |
| 1978-10-07     | アトラスF       | SGS-1             |                             | VAFB SLC-3E | GPS 1-3 ナブスター3   | 03                    |                        | 成功 |                       |
| 1978-12-11     | アトラスF       | SGS-1             |                             | VAFB SLC-3E | GPS 1-4 ナブスター4   | 04                    |                        | 成功 |                       |
| 1980-02-09     | アトラスF       | SGS-1             |                             | VAFB SLC-3E | GPS 1-5 ナブスター5   | 05                    |                        | 成功 |                       |
| 1980-04-26     | アトラスF       | SGS-1             |                             | VAFB SLC-3E | GPS 1-6 ナブスター6   | 06                    |                        | 成功 |                       |
| 1981-12-18     | アトラスF       | SGS-1             |                             | VAFB SLC-3E | GPS 1-7 ナブスター7   | 07                    |                        | 失敗 |                       |
| 1983-07-14     | アトラスE       | SGS-2             |                             | VAFB SLC-3W | GPS 1-8 ナブスター8   | 08                    |                        | 成功 |                       |
| 1984-06-13     | アトラスE       | SGS-2             |                             | VAFB SLC-3W | GPS 1-9 ナブスター9   | 09                    |                        | 成功 |                       |
| 1984-09-08     | アトラスE       | SGS-2             |                             | VAFB SLC-3W | GPS 1-10 ナブスター10 | 10                    |                        | 成功 |                       |
| 1985-10-09     | アトラスE       | SGS-2             |                             | VAFB SLC-3W | GPS 1-11 ナブスター11 | 11                    |                        | 成功 |                       |

ブロックIIシリーズ
ブロックIIシリーズの最初の衛星は1989年2月14日に打上げられた。ブロックII衛星はGPS衛星の第2世代の衛星である。最初の本格的に運用されたGPS衛星である。地上指令センターの制御信号を受けることなく2週間システムが運用できるように設計されている。ロックウェル・インターナショナル社は、ブロックI衛星を製造する契約を1981年に改定しブロックIIのSVNナンバー12の衛星を1機製造する契約をむすんだ。改めて1983年にロックウェル社はブロックII/ブロックIIA衛星両シリーズを合計29機製造する契約をした。
衛星はブロックIシリーズと同様に3軸制御方式である。リアクションホイールを用い機体低部を地球中心方向に向けさせる。太陽電池板も同様に2枚のパドル式であり、供給電力は設計寿命時点で710ワット以上に拡大されている。Sバンドは管制とテレメトリーのために使われる(衛星地上リンクシステム)。UHFチャンネルは他の宇宙船と地上の間のクロスリンクに使われる。ヒドラジンスラスターは軌道修正に使われる。ナビゲーションに使われる信号はLバンドの1575.42MHz(L1)と1227.60 MHz(L2)の2つである。
衛星には、ルビジウム及びセシウム原子時計がそれぞれ2基ずつ搭載されている。
諸元
- 製造者:ロックウェル・インターナショナル社
- 姿勢制御方式:3軸制御
- 太陽電池:パドル型×2枚
- キックモーター:Star-37XFP
- 設計寿命:7.5年
- 重量:1660kg
- 軌道:高度20200km円軌道,軌道傾斜角55度

| 打上げ日 (UTC) | 打上げ ロケット | ロケットの タイプ | ロケットの シリアルナンバー | 射場         | 衛星名                 | 宇宙機 ナンバー (SVN) | 疑似雑音 系列 ID (PRN) | 結果     | 備考                   |
| -------------- | --------------- | ----------------- | --------------------------- | ------------ | ---------------------- | --------------------- | ---------------------- | -------- | ---------------------- |
|                |                 |                   |                             |              | ナブスターII           | 12                    |                        | 打上げず |                        |
| 1989-02-14     | デルタII        | 6925              | 184                         | CCAFS LC-17A | GPS 2-1 ナブスターII-1 | 14                    | 14                     | 成功     | 最初のデルタIIの打上げ |
| 1989-06-10     | デルタII        | 6925              | 185                         | CCAFS LC-17A | GPS 2-2 ナブスターII-2 | 13                    | 02                     | 成功     |                        |
| 1989-08-18     | デルタII        | 6925              | 186                         | CCAFS LC-17A | GPS 2-3 ナブスターII-3 | 16                    | 16                     | 成功     |                        |
| 1989-10-21     | デルタII        | 6925              | 188                         | CCAFS LC-17A | GPS 2-4 ナブスターII-4 | 19                    | 19                     | 成功     |                        |
| 1989-12-11     | デルタII        | 6925              | 190                         | CCAFS LC-17B | GPS 2-5 ナブスターII-5 | 17                    | 17                     | 成功     |                        |
| 1990-01-24     | デルタII        | 6925              | 191                         | CCAFS LC-17A | GPS 2-6 ナブスターII-6 | 18                    | 18                     | 成功     |                        |
| 1990-03-26     | デルタII        | 6925              | 193                         | CCAFS LC-17A | GPS 2-7 ナブスターII-7 | 20                    | 20                     | 成功     |                        |
| 1990-08-02     | デルタII        | 6925              | 197                         | CCAFS LC-17A | GPS 2-8 ナブスターII-8 | 21                    | 21                     | 成功     |                        |
| 1990-10-01     | デルタII        | 6925              | 199                         | CCAFS LC-17A | GPS 2-9 ナブスターII-9 | 15                    | 15                     | 成功     |                        |

既に全機運用を終了し、新衛星へと置き換えられた。

### ブロックIIAシリーズ
ブロックIIを基本とし180日間コントロールセグメントと連絡せず運用が可能(ブロックIIは14日間)となっている。1990年11月26日より1997年11月6日までに19機が打ち上げられた。1996年にロックウェル・インターナショナル社の宇宙・防衛部門はボーイング社に売却された。
諸元
- 製造者:ロックウェル・インターナショナル社→ボーイング社
- 姿勢制御方式:3軸制御
- 太陽電池:パドル型×2枚
- キックモーター:Star-37XFP
- 設計寿命:7.5年
- 重量:1816kg
- 軌道:高度20200km円軌道,軌道傾斜角55度

| 打上げ日 (UTC) | 打上げ ロケット | ロケットの タイプ | ロケットの シリアルナンバー | 射場         | 衛星名                    | 宇宙機 ナンバー (SVN) | 疑似雑音 系列 ID (PRN) | PLANE  | 結果 | 備考                            |
| -------------- | --------------- | ----------------- | --------------------------- | ------------ | ------------------------- | --------------------- | ---------------------- | ------ | ---- | ------------------------------- |
| 1990-11-26     | デルタII        | 7925              | D201                        | CCAFS LC-17A | GPS 2-10 ナブスターIIA-1  | 23                    | 23->32                 | E5     | 成功 |                                 |
| 1991-07-04     | デルタII        | 7925              | D206                        | CCAFS LC-17A | GPS 2-11 ナブスターIIA-2  | 24                    | 24                     |        | 成功 |                                 |
| 1992-02-23     | デルタII        | 7925              | D207                        | CCAFS LC-17B | GPS 2-12 ナブスターIIA-3  | 25                    | 25                     | A5     | 成功 |                                 |
| 1992-04-10     | デルタII        | 7925              | D208                        | CCAFS LC-17B | GPS 2-13 ナブスターIIA-4  | 28                    | 28                     |        | 成功 |                                 |
| 1992-07-07     | デルタII        | 7925              | D211                        | CCAFS LC-17B | GPS 2-14 ナブスターIIA-5  | 26                    | 26                     | F2F    | 成功 |                                 |
| 1992-09-09     | デルタII        | 7925              | D214                        | CCAFS LC-17A | GPS 2-15 ナブスターIIA-6  | 27                    | 27                     | A6     | 成功 |                                 |
| 1992-11-22     | デルタII        | 7925              | D216                        | CCAFS LC-17A | GPS 2-16 ナブスターIIA-7  | 32                    | 01                     |        | 成功 |                                 |
| 1992-12-18     | デルタII        | 7925              | D217                        | CCAFS LC-17B | GPS 2-17 ナブスターIIA-8  | 29                    | 29                     |        | 成功 |                                 |
| 1993-02-03     | デルタII        | 7925              | D218                        | CCAFS LC-17A | GPS 2-18 ナブスターIIA-9  | 22                    | 22                     |        | 成功 |                                 |
| 1993-03-30     | デルタII        | 7925              | D219                        | CCAFS LC-17A | GPS 2-19 ナブスターIIA-10 | 31                    | 31                     |        | 成功 |                                 |
| 1993-05-13     | デルタII        | 7925              | D220                        | CCAFS LC-17A | GPS 2-20 ナブスターIIA-11 | 37                    | 07                     |        | 成功 |                                 |
| 1993-06-26     | デルタII        | 7925              | D221                        | CCAFS LC-17A | GPS 2-21 ナブスターIIA-12 | 39                    | 09                     | A1->A3 | 成功 | SVN38/PRN08のバックアップ運用中 |
| 1993-08-30     | デルタII        | 7925              | D222                        | CCAFS LC-17B | GPS 2-22 ナブスターIIA-13 | 35                    | 05                     | B5     | 成功 |                                 |
| 1993-10-26     | デルタII        | 7925              | D223                        | CCAFS LC-17B | GPS 2-23 ナブスターIIA-14 | 34                    | 04                     | D4     | 成功 |                                 |
| 1994-03-10     | デルタII        | 7925              | D226                        | CCAFS LC-17A | GPS 2-24 ナブスターIIA-15 | 36                    | 06                     | C5     | 成功 |                                 |
| 1996-03-27     | デルタII        | 7925              | D234                        | CCAFS LC-17B | GPS 2-25 ナブスターIIA-16 | 33                    | 03                     | C2     | 成功 |                                 |
| 1996-07-16     | デルタII        | 7925              | D237                        | CCAFS LC-17A | GPS 2-26 ナブスターIIA-17 | 40                    | 10                     | E6     | 成功 |                                 |
| 1996-09-12     | デルタII        | 7925              | D238                        | CCAFS LC-17A | GPS 2-27 ナブスターIIA-18 | 30                    | 30                     | B5     | 成功 |                                 |
| 1997-11-06     | デルタII        | 7925              | D249                        | CCAFS LC-17A | GPS 2-28 ナブスターIIA-19 | 38                    | 08                     | A3     | 成功 |                                 |

SVN23の衛星にだけ「ラザロ」というニックネームが付いているが、これは2007年4月に命名されたもので、初期から付いていたわけではない。ニックネームの由来は、一度は機能停止していたのが復活したことから、死後4日目に生き返ったキリスト教の聖人ラザロにちなんで命名されている。
既に全機運用を終了し、新衛星へと置き換えられた。

### ブロックIIRシリーズ
老朽化した初期の衛星の代替のため1989年にジェネラル・エレクトリック・アストロブロックIIFシリーズ却のためロッキード・マーティン社となる）との間で契約が結ばれた。当初は21機のIIR衛星を製作・打ち上げの予定であったが後期の8機は後継のIIRM衛星へ変更された。
衛星本体はロッキード・マーティン社のAS-4000型衛星をベースとしたもので、この衛星よりRb原子時計を3つ搭載（従来はCsとRb原子時計各2つを搭載）に変更されている。
打ち上げは1997年1月17日にIIR-1がデルタIIでロケットで打ち上げられたが、打ち上げ12秒後にロケットの爆発と共に失われた。同年6月23日IIR-2がデルタIIで打ち上げられ、以降2004年11月6日迄に合わせて12機が打ち上げられた。
諸元
- 製造者:ロッキード・マーティン社
- 姿勢制御方式:3軸制御
- 太陽電池:パドル型×2枚
- キックモーター:Star-37FM
- 設計寿命:10年
- 重量:2032kg
- 軌道:高度20200km円軌道,軌道傾斜角55度

| 打上げ日 (UTC) | 打上げ ロケット | ロケットの タイプ | ロケットの シリアルナンバー | 射場          | 衛星名                 | 宇宙機 ナンバー (SVN) | 疑似雑音 系列 ID (PRN) | PLANE | 結果 | 備考 |
| -------------- | --------------- | ----------------- | --------------------------- | ------------- | ---------------------- | --------------------- | ---------------------- | ----- | ---- | ---- |
| 1997-01-16     | デルタII        | 7925              | D241                        | CCAFS LC-17A  | GPS 2R-1 ナブスター42  | 42                    |                        |       | 失敗 |      |
| 1997-07-23     | デルタII        | 7925              | D245                        | CCAFS LC-17A  | GPS 2R-2 ナブスター43  | 43                    | 13                     | F3    | 成功 |      |
| 1999-10-07     | デルタII        | 7925              | D275                        | CCAFS SLC-17A | GPS 2R-3 ナブスター46  | 46                    | 11                     | D2F   | 成功 |      |
| 2000-05-11     | デルタII        | 7925              | D278                        | CCAFS SLC-17A | GPS 2R-4 ナブスター47  | 51                    | 20                     | E1    | 成功 |      |
| 2000-07-16     | デルタII        | 7925              | D279                        | CCAFS SLC-17A | GPS 2R-5 ナブスター48  | 44                    | 28                     | B3    | 成功 |      |
| 2000-11-10     | デルタII        | 7925              | D281                        | CCAFS SLC-17A | GPS 2R-6 ナブスター49  | 41                    | 14                     | F1    | 成功 |      |
| 2001-01-30     | デルタII        | 7925              | D283                        | CCAFS SLC-17A | GPS 2R-7 ナブスター50  | 54                    | 18                     | E4    | 成功 |      |
| 2003-01-29     | デルタII        | 7925              | D295                        | CCAFS SLC-17B | GPS 2R-8 ナブスター51  | 56                    | 16                     | B1A   | 成功 |      |
| 2003-03-31     | デルタII        | 7925              | D297                        | CCAFS SLC-17B | GPS 2R-9 ナブスター52  | 45                    | 21                     | D3    | 成功 |      |
| 2003-12-21     | デルタII        | 7925              | D302                        | CCAFS SLC-17B | GPS 2R-10 ナブスター53 | 47                    | 22                     | E2    | 成功 |      |
| 2004-03-20     | デルタII        | 7925              | D303                        | CCAFS SLC-17B | GPS 2R-11 ナブスター54 | 59                    | 19                     | C3    | 成功 |      |
| 2004-06-23     | デルタII        | 7925              | D305                        | CCAFS SLC-17B | GPS 2R-12 ナブスター55 | 60                    | 23                     | F4    | 成功 |      |
| 2004-11-06     | デルタII        | 7925              | D308                        | CCAFS SLC-17B | GPS 2R-13 ナブスター56 | 61                    | 02                     | D1    | 成功 |      |

### ブロックIIRMシリーズ
IIR衛星にL1及びL2周波数上のMコードを乗せた軍用信号とL2周波数上のL2C民用信号(L2より高強度)を発信するように改良を加えたもので2005年9月26日よりデルタIIにより合計8機打ち上げられた。Mコードは軍用で敵対的なGPS信号へのジャミング対策がされている。
諸元
- 製造者:ロッキード・マーティン社
- 姿勢制御方式:3軸制御
- 太陽電池:パドル型×2枚
- キックモーター:Star-37FM
- 設計寿命:10年
- 重量:2032kg
- 軌道:高度20200km円軌道,軌道傾斜角55度

| 打上げ日 (UTC) | 打上げ ロケット | ロケットの タイプ | デルタロケットの シリアルナンバー | 射場          | 衛星名                  | 宇宙機 ナンバー (SVN) | 疑似雑音 系列 ID (PRN) | PLANE | 結果 | 備考     |
| -------------- | --------------- | ----------------- | --------------------------------- | ------------- | ----------------------- | --------------------- | ---------------------- | ----- | ---- | -------- |
| 2005-09-26     | デルタII        | 7925              | D313                              | CCAFS SLC-17A | GPS 2R-14M ナブスター57 | 53                    | 17                     | C4    | 成功 |          |
| 2006-09-25     | デルタII        | 7925              | D318                              | CCAFS SLC-17A | GPS 2R-15M ナブスター58 | 52                    | 31                     | A2    | 成功 |          |
| 2006-11-17     | デルタII        | 7925              | D321                              | CCAFS SLC-17A | GPS 2R-16M ナブスター59 | 58                    | 12                     | B4    | 成功 |          |
| 2007-10-17     | デルタII        | 7925              | D328                              | CCAFS SLC-17A | GPS 2R-17M ナブスター60 | 55                    | 15                     | F2A   | 成功 |          |
| 2007-12-20     | デルタII        | 7925              | D331                              | CCAFS SLC-17A | GPS 2R-18M ナブスター61 | 57                    | 29                     | C1    | 成功 |          |
| 2008-03-15     | デルタII        | 7925              | D332                              | CCAFS SLC-17A | GPS 2R-19M ナブスター62 | 48                    | 07                     | A4    | 成功 |          |
| 2009-03-24     | デルタII        | 7925              | D340                              | CCAFS SLC-17A | GPS 2R-20M ナブスター63 | 49                    | 01                     |       | 成功 | 運用終了 |
| 2009-08-17     | デルタII        | 7925              | D343                              | CCAFS SLC-17A | GPS 2R-21M ナブスター64 | 50                    | 05                     | E3    | 成功 |          |

### ブロックIIFシリーズ
ボーイング社による第2世代4番目のGPS衛星として開発された。更なる衛星の長寿命化と多ユーザーへの対応のためのプロセッサーの高速化及び記憶容量の強化が図られている。3つ目の民用信号L5周波数の提供に対応している。
2010年5月28日に初号の衛星がデルタIVM+(4,2)により打ち上げられ，2010年8月27日に一般向け稼働を開始した。以降デルタIVM+(4,2)とアトラスVにより合わせて12機打ち上げられた。
諸元
- 製造者:ボーイング社
- 姿勢制御方式:3軸制御
- 太陽電池:パドル型×2枚
- キックモーター:不要
- 設計寿命:15年
- 重量:1545kg
- 軌道:高度20200km円軌道,軌道傾斜角55度

| 打上げ日 (UTC) | 打上げ ロケット   | ロケットの タイプ | ロケットの シリアルナンバー | 射場          | 衛星名                | 宇宙機 ナンバー (SVN) | 疑似雑音 系列 ID (PRN) | PLANE | 結果 | 備考 |
| -------------- | ----------------- | ----------------- | --------------------------- | ------------- | --------------------- | --------------------- | ---------------------- | ----- | ---- | ---- |
| 2010-05-28     | デルタIV M+(4,2)  | 4240              | D349                        | CCAFS SLC-37B | GPS 2F-1 ナブスター65 | 62                    | 25                     | B2    | 成功 |      |
| 2011-07-16     | デルタIV M+(4,2)  | 4240              | D355                        | CCAFS SLC-37B | GPS 2F-2 ナブスター66 | 63                    | 01                     | D2    | 成功 |      |
| 2012-10-04     | デルタIV M+(4,2)  | 4240              | D361                        | CCAFS SLC-37B | GPS 2F-3 ナブスター67 | 65                    | 24                     | A1    | 成功 |      |
| 2013-05-15     | アトラスV (401)   | 401               | AV-039                      | CCAFS SLC-41  | GPS 2F-4 ナブスターxx | 66                    |                        |       | 成功 |      |
| 2014-02-21     | デルタIV M+(4,2)  | 4240              | D365                        | CCAFS SLC-37B | GPS 2F-5              | 64                    |                        | A3    | 成功 |      |
| 2014-05-16     | デルタIV M+(4,2)  | 4240              | D366                        | CCAFS SLC-37B | GPS 2F-6              |                       |                        | D4    | 成功 |      |
| 2014-08-01     | アトラスV (401)   | 401               | AV-048                      | CCAFS SLC-41  | GPS 2F-7              |                       |                        | F3    | 成功 |      |
| 2014-10-29     | アトラスV (401)   | 401               | AV-050                      | CCAFS SLC-41  | GPS 2F-8              |                       |                        |       | 成功 |      |
| 2015-03-25     | デルタ IV-M+(4,2) | 4240              | D371                        | CCAFS SLC-37B | GPS 2F-9              |                       |                        |       | 成功 |      |
| 2015-07-15     | アトラスV (401)   | 401               |                             |               | GPS 2F-10             |                       |                        |       | 成功 |      |
| 2015-10-31     | アトラスV (401)   | 401               |                             |               | GPS 2F-11             |                       |                        |       | 成功 |      |
| 2016-02-05     | アトラスV (401)   | 401               |                             |               | GPS 2F-12             |                       |                        |       | 成功 |      |

### ブロックIIIシリーズ
詳細は「グローバル・ポジショニング・システム ブロックIII」を参照
次世代のGPS衛星で2008年5月米空軍とロッキード・マーティン社の間に開発契約が結ばれた。同社のA2100衛星バスをベースとして開発、最初の衛星はIIIAシリーズで8機製造され1号機は2014年に打上げを予定していたが、予算削減により2016年へ延期された。以降、IIIBを8機、IIICが16機の合計32機予定されている。
新しい4つ目のL1周波数上のL1C民用信号が利用できるようになる見込みであり、並行して軍用Mコードも改良される。L1C信号はヨーロッパのガリレオシステムの民用E1信号や日本の準天頂衛星システムと互換性を持つ予定。
諸元
- 製造者:ロッキード・マーティン社
- 姿勢制御方式:3軸制御(A2100)
- 太陽電池:パドル型×2枚(A2100)
- キックモーター:
- 設計寿命:
- 重量:
- 軌道:高度20200km円軌道,軌道傾斜角55度

| 打上げ日 (UTC) | 打上げ ロケット   | ロケットの タイプ | シリアル ナンバー | 射場           | 衛星名  | 宇宙機 ナンバー (SVN) | 疑似雑音 系列 ID (PRN) | PLANE | 結果 | 備考 |
| -------------- | ----------------- | ----------------- | ----------------- | -------------- | ------- | --------------------- | ---------------------- | ----- | ---- | ---- |
| 2018-12-23     | Falcon 9 Block 5  |                   |                   | CCAFS, SLC-40  | GPS 3-1 | 74                    | 04                     | F4    | 成功 |      |
| 2019-08-22     | Delta IV M+ (4,2) |                   |                   | CCAFS, SLC-37B | GPS 3-2 | 75                    | 18                     | D6    | 成功 |      |
| 2020-06-30     | Falcon 9 Block 5  |                   |                   | CCAFS, SLC-40  | GPS 3-3 | 76                    | 23                     | E5    | 成功 |      |
| 2020-11-05     | Falcon 9 Block 5  |                   |                   | CCAFS, SLC-40  | GPS 3-4 | 77                    | 14                     | B6    | 成功 |      |
| 2021-06-17     | Falcon 9 Block 5  |                   |                   | CCSFS, SLC-40  | GPS 3-5 | 78                    | 11                     | D5    | 成功 |      |
| 2023-01-18     | Falcon 8 Block 5  |                   |                   | CCSFS, SLC-40  | GPS 3-6 | 79                    | 28                     | A6    | 成功 |      |
| 2024-12-17     | Falcon 9 Block 5  |                   |                   | CCSFS, SLC-40  | GPS 3-7 | 80                    | 01                     | D2    | 成功 |      |